# Karrinyup
Karrinyup är en del av en befolkad plats i Australien. Den ligger i kommunen Stirling och delstaten Western Australia, omkring 12 kilometer nordväst om delstatshuvudstaden Perth. Antalet invånare är 8 524.
Runt Karrinyup är det mycket tätbefolkat, med 2 103 invånare per kvadratkilometer.. Närmaste större samhälle är Perth, omkring 12 kilometer sydost om Karrinyup. 
Runt Karrinyup är det i huvudsak tätbebyggt. Genomsnittlig årsnederbörd är 820 millimeter. Den regnigaste månaden är juli, med i genomsnitt 142 mm nederbörd, och den torraste är januari, med 11 mm nederbörd.